# Diacria (Gradfeld)
Das Diacria-Gradfeld gehört zu den 30 Gradfeldern des Mars. Sie wurden durch die United States Geological Survey (USGS) festgelegt. Die Nummer ist MC-2, das Gradfeld umfasst das Gebiet von 120° bis 180° westlicher Länge und von 30° bis 65° südlicher Breite.
Das Gradfeld deckt Teile von Arcadia Planitia und Amazonis Planitia ab. Der Name Diacria bezeichnet ein im Teleskop sichtbares Albedo feature im Bereich von 48° N und 190° E auf dem Mars. Diese Gegend wurde von E.M. Antoniadi, einem griechischen Astronomen, 1930 nach einem Hochland im Norden Attikas benannt. Im Bereich des Gradfeldes liegt u. a. der Milankovič-Krater mit einem Durchmesser von ca. 118,4 km, die Westflanke des Alba Mons durchzieht das Gradfeld im südöstlichen Bereich. Dieser Bereich ist auch durch das Grabengebiet Cyane Fossae durchzogen.
Westlich von Lycus Sulci, gegenüber Amazonis Planitia, liegt die Bergkette Erebus Montes. Sie enthält Hunderte von isolierten Hügeln, die zwischen 500 m und 1000 m über der Ebene stehen.